# Habitatge al carrer Sant Llogari, 13 (Castellterçol)
L'Habitatge al carrer Sant Llogari, 13 és una obra de Castellterçol (Moianès) inclosa a l'Inventari del Patrimoni Arquitectònic de Catalunya.

## Descripció
Casa entre partes mitgeres amb coberta a dues vessants. Consta de planta baixa i dos pisos. Originàriament el segon pis estava destinat a golfes. Les obertures de la planta baixa i primer pis són quadrades i estan emmarcades per grans carreus de pedra.